# 맥문동
맥문동(麥門冬, Liriope platyphylla, Lilyturf)은 비짜루목 비짜루과(백합과-아과)의 여러해살이풀이다. 한국·타이완·일본 등에 분포하며 산지의 나무 그늘에서 자란다. 불사초라고도 한다.
높이는 30~50센티미터 정도로서 뿌리줄기가 짧고 굵으며, 수염뿌리는 가늘고 긴데 어떤 것은 굵어져서 덩이뿌리가 된다. 잎은 짙은 녹색으로 뿌리줄기에서 뭉쳐나고 길이 30~50센티미터의 선형으로서 밑부분이 좁아져서 잎집을 형성하고 11-15맥이 있다. 꽃은 5-6월에 연한 자주색으로 피는데 마디마다 3-5개씩 모여 달려 길이 8~12센티미터의 총상꽃차례를 이룬다.
맥문동의 덩이뿌리를 말리면 반투명한 담황색이 되는데, 기침과 가래를 멎게하거나 폐장의 기능을 돕고 기력을 돋우는데 뛰어난 효과가 있다고 알려져 있다. 한방에서는 이것을 강장·거담·진해·강심제 등에 사용한다.
최근 새집증후군이 자주 언급되면서 맥문동의 공기정화 능력이 알려져 관심을 모으고 있다.

## 재배 및 관리
배수가 잘 되는 곳에 심는다. 화분에 심을 때는 산모래와 부엽토를 7대 3의 비율로 섞어 배양토로 쓴다. 재배하는 데 특별한 어려움은 없다. 비옥하고 양지바른 곳을 좋아하지만 그늘지고 척박한 땅에서도 잘 자란다. 물이 과습하지 않도록 주의한다.

## 약용
한의학등 약용에서 맥문동이나 소엽맥문동의 뿌리는 성질은 차고 맛은 달고 약간 쓰다고 알려져있다. 마른기침, 만성 폐질환, 열이 나고 답답한 속을 치료하는 약제로 쓰이고 강장제(強壯劑)로도 사용한다. 지황과 함께 자양음정(간의 음혈 즉, 혈액을 더해줌)하고 체액의 분비를 촉진시킨다. 부정맥 및 관상동맥질환 개선에 도움을 주며, 약리 작용이 있어 혈당 조절과 항균제로도 쓰인다.

## 참고 문헌
- 이 문서에는 다음커뮤니케이션(현 카카오)에서 GFDL 또는 CC-SA 라이선스로 배포한 글로벌 세계대백과사전의 내용을 기초로 작성된 글이 포함되어 있습니다.